# Antikleides von Athen
Antikleides von Athen (auch Antiklides) war ein antiker griechischer Geschichtsschreiber. Er lebte in der 2. Hälfte des 4. Jahrhunderts v. Chr. oder im 3. Jahrhundert v. Chr.; jedenfalls war er nach dem Tod Alexanders des Großen (323 v. Chr.) noch am Leben.
Wenigstens vier Werke können ihm mit einiger Gewissheit zugeschrieben werden. Keines davon ist erhalten, jedoch weisen einige Fragmente auf den Inhalt hin:
1. Peri Noston (Über die Heimkehr) war ein Bericht über das Heimkehren von verschiedenen antiken griechischen Expeditionen. Die von Strabon zitierte Bemerkung des Antikleides über die Pelasger stammt wahrscheinlich aus diesem Werk.
2. Deliaká, mit Informationen über Delos.
3. Exegeticus, scheint eine Art Wörterbuch gewesen zu sein, das Erklärungen zum Verständnis von in älteren Texten verwendeten Wörtern und Phrasen lieferte.
4. Über Alexander, eine Alexandergeschichte, von welcher das zweite Buch bei Diogenes Laertius erwähnt und teilweise zitiert wird, deren Wert und Tendenz aber nicht beurteilt werden kann.

## Textausgaben
Felix Jacoby (Hrsg.): Die Fragmente der griechischen Historiker (FGrHist) Nr. 140.